# Ganho de capital
O ganho de capital  é representado pela diferença positiva entre o valor de revenda de um  bem (móvel ou imóvel) e o seu valor de compra. 
Ganhos de capital indicam aumento da capacidade contributiva e são geralmente gravados por impostos diretos.
como o imposto sobre a renda, seja das pessoas físicas ou mesmo das pessoas jurídicas. 
Quando ocorre a venda (ou mesmo a transferência por doação, permuta ou partilha) de qualquer bem, o alienante deve verificar se é o caso de apurar o ganho de capital e pagar o imposto sobre esse valor. Tanto os bens móveis (participações em empresas, carros, jóias, etc.) quanto os imóveis podem gerar ganho de capital. O adquirente (comprador ou o novo proprietário do bem), no momento da aquisição, não está obrigado a pagar o imposto sobre ganho de capital.
São sujeitos à apuração de ganho de capital as operações que importem em:
- alienação a qualquer título de bens ou direitos ou cessão ou promessa de cessão de direitos à sua aquisição, tais como as realizadas por compra e venda, permuta, adjudicação, desapropriação, dação em pagamento, doação, procuração em causa própria, promessa de compra e venda, cessão de direitos ou promessa de cessão de direitos e contratos afins que importem em transmissão de bens ou direitos;
- transferência de direito de propriedade de bens ou direitos, por valor superior àquele pelo qual constavam na declaração de rendimentos do de cujus, do doador, do ex-cônjuge ou do ex-convivente, a herdeiros e legatários, na sucessão causa mortis, ou a donatários, inclusive em adiantamento da legítima ou a ex-cônjuge ou ex-convivente, na hipótese de dissolução da sociedade conjugal ou da união estável.

## Cálculo do imposto
O imposto sobre o ganho de capital é calculado de maneira diferente em se tratando de pessoa física ou pessoa jurídica.
Para pessoas físicas, apurado o ganho (diferença entre custo de aquisição e valor de alienação), até 31/12/2015, aplica-se sobre ele uma alíquota fixa de 15%. A partir de 1º de janeiro de 2016, aplicam-se as seguintes alíquotas:
- 15% sobre a parcela dos ganhos que não ultrapassar R$ 1.000.000,00;
- 20% sobre a parcela dos ganhos que exceder R$ 1.000.000,00 e não ultrapassar R$ 5.000.000,00;
- 25% sobre a parcela dos ganhos que exceder R$ 5.000.000,00 e não ultrapassar R$ 20.000.000,00; e
- 30% sobre a parcela dos ganhos que ultrapassar R$ 20.000.000,00.
Para pessoas jurídicas, apurado o ganho (diferença entre custo de aquisição e valor de alienação) este é somado ao lucro da empresa e tributado conforme a opção pelo lucro presumido ou lucro real.
1) Para as operações de alienação de bens e direitos de qualquer natureza realizadas a partir de  1º de janeiro de 2017, o ganho de capital percebido por pessoa física sujeitar-se- á às seguintes alíquotas:
I – 15% sobre a parcela dos ganhos que não ultrapassar R$ 5.000.000,00;
II – 17,5% sobre a parcela dos ganhos que exceder R$ 5.000.000,00 e não ultrapassar R$ 10.000.000,00;
III – 20% sobre a parcela dos ganhos que exceder R$ 10.000.000,00 e não ultrapassar R$ 30.000.000,00;
e
IV – 22,5% sobre a parcela dos ganhos que ultrapassar R$ 30.000.000,00.